# Верхньовілючанське нафтогазоконденсатне родовище
Верхньовілючанське нафтогазоконденсатне родовище — одне з родовищ у Східному Сибіру, станом на 2016 рік третє за запасами газу в Республіці Саха (Якутія). Розташоване за 120 км на північний схід від Ленська в Сунтарському улусі. Відноситься до Непсько-Ботуобинської нафтогазоносної області Лено-Тунгуської нафтогазоносної провінції.

## Опис
Відкрите у 1975 році. Вуглеводні виявлено у відкладеннях кембрію (нафтогазові поклади пластового типу) та венду (газові поклади пластового типу, литологічно замкнені або тектонічно екрановані). У кембрійських відкладеннях колектори — карбонати порово-кавернозні або порово-кавернозно-тріщинні з високою пористістю (115—27 %). Для вендських горизонтів колектори пісковики з пористістю від 5 до 18 %.
Запаси за російською класифікаційною системою по категоріях С1+С2 оцінюються у 209 млрд м³ газу, 34 млн т нафти та 4 млн т конденсату.
Право на розробку Верхньовілючанського родовища у 2011 році без конкурсу біли передані державній компанії «Газпром».
Як і інші сусідні родовища Якутії (Середньоботуобинське, Тас-Юряхське), може слугувати ресурсною базою для газопроводу «Сила Сибіру».